# 藤永元作
藤永 元作（ふじなが もとさく、1903年1月16日 - 1973年9月12日）は、日本の水産学者。元・水産庁調査研究部長、藤永くるまえび研究所理事長。

## 概要
クルマエビの人工孵化に初めて成功し、クルマエビ養殖の商業化に貢献している。従来のエビ養殖は天然の稚エビを捕獲して育てる「畜養」が一般的だったが藤永は卵から人工孵化させて育てる養殖の道筋を確立した。
藤永が確立したクルマエビの養殖技術は、ブラックタイガー(ウシエビ)やバナメイエビといった他のクルマエビ科の養殖にも活用されている。1963年紫綬褒章受章。1973年4月勲三等瑞宝章。

## 略歴
1903年1月16日山口県萩町で生まれる。旧制松江高校から東京帝国大学へ進学し1933年東京帝国大学農学部水産学科を30歳で卒業。在学中に国司浩助の知遇を得て共同漁業(後の日本水産)に入社。早鞆水産研究所（現在の中央研究所）に所属し熊本県天草諸島の1つ維和島の千束島実験室でクルマエビの生態研究に携わる。1934年維和島にてクルマエビの人工孵化に成功。その後、山口県秋穂町に研究拠点を移し1938年ゾエア幼生をミシス幼生まで変態させることに成功。1940年には人工孵化した幼生エビを成エビまで育成することに成功し完全養殖の可能性を切り開いた。しかし1942年の台風で秋穂の千歳開作堤防が決壊して試験場と家が調査研究資料もろとも流されクルマエビの商業生産は頓挫しクルマエビ研究からも一時離れた。
1943年論文「車蝦の繁殖発生および飼育」により農学博士号取得および日本農学会から日本農学賞受賞。日本水産取締役であった飯山太平が水産庁長官に就任したツテで水産庁に招聘され1949年水産庁調査研究部長となりアメリカ、カナダ、ソ連などとの漁業交渉などを担当に従事しながら千葉県大貫町に自費で研究室を作り、クルマエビの研究を続けた。
1959年8月水産庁を退庁し、太平洋養魚株式会社（後にくるまえび養殖株式会社）を設立。1960年1月には香川県高松市の生島塩田跡に養殖場を造り、人工孵化させた400万尾の稚エビを岡山県・香川県・三重県・山口県の漁業組合や生産組合に配給を開始し継続的に養殖車えびが市場に出回るようになった。1963年4月山口県秋穂町にて渋沢敬三、五島昇、今東光、大宅壮一、井上靖らの出資により瀬戸内海水産開発株式会社を立ち上げ花香塩田跡で世界で初めて本格的なクルマエビの商業養殖を開始した。1964年「生態系方式」とよばれる、海の生態系を凝縮させたようなクルマエビの種苗生産モデルを築いた。1968年弟子の台湾人である廖一久がブラックタイガーの人工飼育に成功し台湾でのブラックタイガー養殖の礎を築いた。
1967年5月日本くるまえび養殖協会会長。1968年7月財団法人藤永車えび研究所理事長。1973年71歳で没する。
2011年7月25日瀬戸内海水産開発は価格競争の激化で業績が悪化し倒産した。